# Nephrotoma altissima
Nephrotoma altissima är en tvåvingeart som först beskrevs av Osten Sacken 1877.  Nephrotoma altissima ingår i släktet Nephrotoma och familjen storharkrankar. Inga underarter finns listade i Catalogue of Life.